# Chiyoko Shimakura
Chiyoko Shimakura (島倉 千代子 Shimakura Chiyoko?) (Shinagawa, 30 de marzo de 1938 – Tokio, 8 de noviembre de 2013) fue una cantante enka y presentadora de televisión japonesa.
Chiyoko se considera como "la Diosa de Enka". Su canción de 1987 "Jinsei Iroiro" (人生いろいろ?), cuyos significados son "mi larga historia" y "larga carrera como cantante de Enka", fue popular.

## Carrera
En 1954 Chiyoko ganó un premio otorgado por la discográfica Columbia Music Entertainment y al año siguiente debutó con el sencillo "Konoyo no Hana". 
Fue una de las cantantes enka que actuó en Kōhaku Uta Gassen, donde fue protagonista 35 veces. A pesar de que tuvo dificultades para asistir después de olvidarse la letra en una de las ediciones, participó de nuevo en el Kōhaku de 2004.
Murió de cáncer hepático el 8 de noviembre de 2013.

## Discografía Enka
- Konoyo no Hana (この世の花) (1955): La fruta y la floración en el mundo: Chiyoko se ofrece a sí misma en la película del mismo nombre.
- Tōkyō Dayo Okkasan (東京だョお母さん) (1957): Mamá, aquí estamos en Tokio.
- Jinsei Iroiro (人生いろいろ) (1987)

## Filmografía
- Wakare no Chatsumi-uta Shimai-hen: Oneesan to Yonda Hito (別れの茶摘歌　姉妹篇　お姉さんと呼んだ人) (1957)